# Единое помещение камерного типа
Единое помещение камерного типа (сокращённо ЕПКТ) — наиболее строгая изоляция злостных нарушителей установленного порядка отбывания наказания от других категорий осуждённых. 
До 1 июля 1997 года законодательством были предусмотрены только ПКТ — структурные подразделения конкретных ИТУ, внутренняя тюрьма колонии. ЕПКТ же является структурным подразделением не отдельного ИТУ, а регионального управления по исполнению наказаний.

## История
Первое ЕПКТ создано в 1980 году в Соликамске (Усольский ИТЛ) в качестве эксперимента на базе ТПП (транзитно-пересыльного пункта) того же управления. Среди заключённых оно больше известно под названием «Белый лебедь». В 1988 году приказом министра внутренних дел А. В. Власова подобные учреждения созданы ещё в семи управлениях ГУИН. В программах реорганизации ГУИН 1994 года запланировано создать учреждения этого типа ещё при 18 региональных и лесных УИН.
Работники МВД объясняют появление ЕПКТ в лесных управлениях тем, что не во всех лесных ИТК хватало помещений для ПКТ. В официальных документах МВД на ЕПКТ возложена следующая задача «изоляции осуждённых, активно оказывающих противодействие администрации ИТУ в обеспечении правопорядка». Между тем, законом для выполнения этой задачи предусмотрены учреждения тюремного типа (крытые). 
Тем не менее, тюремный режим «осуждённым, активно противодействующим…», назначается по решению суда. Для отправки же в ЕПКТ, которое почти ничем от учреждений тюремного типа не отличается, требуется лишь постановление начальника ИТК. Таким образом, одна из целей ЕПКТ (в первый период их существования до закрепления в УИК РФ 1997 года) — создание для пенитенциарных работников возможностей действовать вне норм закона, без всякого контроля за своими действиями.
За наличие в отдельных камерах горячей воды и относительное соответствие европейским стандартам ЕПКТ получило среди осуждённых прозвище «евро».